# پساانسان‌گرایی
پساانسان‌گرایی (به انگلیسی Posthumanism) یا پست-اومانیسم (به معنی "پس از انسانگرایی" یا "فراتر از انسان") طبق نظر فرانچسکا فراندو یک اصطلاح با حداقل هفت تعریف است:
۱- ضد انسانگرایی: هر نظریه‌ای که نسبت به انسانگرایی سنتی و ایده‌های سنتی در مورد انسانیت و شرایط انسانی دیدگاهی انتقادی دارد.
۲- پساانسانگرایی فرهنگی: یک شاخه از نظریه فرهنگی که نسبت به مفروضات بنیادی انسان‌گرایی و میراث آن دیدگاهی انتقادی دارد که سؤالات تاریخی مفاهیم «انسان» و «ماهیت انسان» را می‌آزماید و اغلب مفاهیم ذهنیت انسان و تجسم را به چالش می‌کشد و تلاش می‌کند از مفاهیم کهنه همچون «طبیعت بشر» فراتر برود تا بتواند مفاهیمی بسازد که به‌طور مداوم با دانش علمی فنی معاصر منطبق باشد.
۳- پساانسانگرایی فلسفی: یک جهت‌گیری فلسفی است که بر فرا انسانگرایی فرهنگی تکیه دارد، جریان فلسفی پیامدهای اخلاقی گسترش دایره شمول اخلاق و گسترش ذهنیت اخلاقی به حوزه‌هایی فراتر از نوع بشر را می‌آزماید
۴- وضعیت پساانسانگرایانه: شالوده شکنی از شرایط انسانی توسط نظریه پردازان انتقادی است.
۵- ترابشریت: یک ایدئولوژی و جنبش که به دنبال توسعه و در دسترس قراردادن فناوری‌هایی است که پیری را از بین می‌برد و تا حد زیادی ظرفیت‌های فکری، فیزیکی و روانی انسان را در راستای تحقق آینده پساانسانگرایانه بالا می‌برد.
۶- غلبه هوش مصنوعی: یک دیدگاه بدبینانه جایگزین برای ترا انسانگرایی که در آن انسان بهبود پیدا نمی‌کند بلکه در نهایت توسط هوش مصنوعی جایگزین می‌شود. برخی از فیلسوفان از جمله نیک لند این دیدگاه را ترویج می‌کنند که انسان باید پذیرای سقوط احتمالی خود باشد. این دیدگاه که به دیدگاه کیهان‌گرایی (cosmism) در مورد هوش مصنوعی مرتبط است دیدگاهی است که ساخت هوش مصنوعی قوی حتی اگر مستلزم پایان بشریت باشد حمایت می‌کند زیرا از نظر آنها این یک «تراژدی کیهانی خواهد بود اگر بشریت تکامل را در سطح انسانهای خیلی ضعیف متوقف سازد».
۷- جنبش انقراض اختیاری انسان که به دنبال یک «آینده پساانسان» است که در این مورد این آینده بدون انسان خواهد بود.

## پساانسانگرایی فلسفی
تد شاتزکی فیلسوف نشان می‌دهد از نظر فلسفی دو نوع فرا انسانگرایی وجود دارد:
یک نحله پساانسانگرایی که او نام آفاقی گرا (objectivism) را برآن می‌گذارد در تلاش است که با پافشاری بیش از حد روی ذهنیت گرایی و انفس گرایی و بین‌الاذهان گرایی که انسانگرایی را دربرگرفته مقابله کند و بر نقش عوامل غیرانسانها شامل حیوانات و گیاهان یا رایانه‌ها یا چیزهای دیگر تأکید دارد.
نحله دوم پساانسانگرایی بر کردارها اولویت قائل است به ویژه کردارهای اجتماعی را بر افراد (یا انفس‌های منفرد) ترجیح می‌دهد از این نظر که که این کردارها هستند که انفس را برمی‌سازند.